# Macroglossum hemichroma
Macroglossum hemichroma är en fjärilsart som beskrevs av Butler 1875. Macroglossum hemichroma ingår i släktet Macroglossum och familjen svärmare. Inga underarter finns listade i Catalogue of Life.